# Мирослав Джукич
Мирослав Джукич (серб. Мирослав Ђукић / Miroslav Đukić, нар. 19 лютого 1966, Шабац) — югославський футболіст, що грав на позиції захисника. По завершенні ігрової кар'єри — сербський футбольний тренер.
Більшу частину ігрової кар'єри провів у Іспанії, де виступав, зокрема, за «Депортіво» та «Валенсію», вигравши з ними низку національних трофеїв. Також виступав за національну збірну Югославії, у складі якої був учасником чемпіонату світу та Європи.

## Клубна кар'єра
Ігрову кар'єру розпочав 1986 року в клубі «Мачва», у складі якого виступав до 1989, провівши за цей час 53 матчі та забивши 1 гол, після чого перейшов до клубу «Рад», в якому провів 2 сезони, зіграв у 60 матчах і забив 2 голи.
1991 року переїхав до Іспанії в клуб «Депортіво», за який потім грав протягом 7 років, провів за цей час 217 матчів, забив 7 м'ячів у ворота суперників та став, разом з командою, двічі віце-чемпіоном Іспанії, двічі третім призером чемпіонату, один раз володарем Кубка Іспанії і один раз переможцем Суперкубка Іспанії.
1997 року перейшов в інший іспанський клуб — «Валенсію» (примітно, що в сезоні 1993/94 на останній хвилині останнього матчу чемпіонату Мирослав не зміг забити пенальті саме у ворота «Валенсії», через що тоді «Депортіво» не став чемпіоном, поступившись цим званням «Барселоні»), в якому грав до 2003, провів 157 матчів, забив 4 голи і став, у складі команди, в третій раз в кар'єрі третім призером чемпіонату Іспанії, вдруге володарем Кубка та Суперкубка Іспанії, вперше чемпіоном Іспанії та вперше двічі фіналістом Ліги чемпіонів і один раз переможцем Кубка Інтертото в розіграші 1998 року.
У сезоні 2003/04 виступав у складі «Тенерифе» в Сегунді, зігравши там 27 матчів, після чого завершив кар'єру гравця.

## Виступи за збірну
З 1991 по 2001 виступав за збірні СФРЮ та СРЮ. Дебютував 27 лютого 1991 року в Ізмірі у товариському матчі зі збірною Туреччини, що завершився внічию 1:1. Перший гол забив 29 жовтня 1997 року на 6-й хвилині матчу відбіркового турніру до чемпіонату світу проти збірної Угорщини в Будапешті, що завершився перемогою його команди з рахунком 7:1, а другий та останній свій гол за збірну забив 15 серпня 2001 року на 86-й хвилині матчу відбіркового турніру до чемпіонату світу проти збірної Фарерських островів в Белграді, гра завершилася перемогою з рахунком 2:0.
У складі збірної був учасником чемпіонату світу 1998 року у Франції та чемпіонату Європи 2000 року у Бельгії та Нідерландах.
В останній раз зіграв 5 вересня 2001 року в матчі відбіркового турніру до чемпіонату світу проти збірної Словенії, гра завершилася з рахунком 1:1.
Всього протягом кар'єри у національній команді провів у формі головної команди країни 48 матчів, забивши 2 голи.

## Тренерська кар'єра
Після завершення кар'єри гравця Мирослав став тренером, закінчивши відповідні курси в Іспанії. З 2006 року очолював молодіжну збірну Сербії (до 21 року), яку привів в 2007 до срібних медалей європейського чемпіонату. Після цього, в тому ж році, успішно керував белградським «Партизаном», привівши команду до звання віце-чемпіона Сербії в сезоні 2006/07 і заклавши фундамент для майбутніх перемог клубу («Партизан» в наступні 2 сезони обидва рази ставав чемпіоном). Завдяки роботі в «Партизані», Мирослав був визнаний найкращим тренером Сербії 2007 року і отримав пропозицію очолити збірну країни, на яке дав згоду. З 25 грудня 2007 року став головним тренером збірної Сербії, через що 19 грудня того ж року змушений був відмовитися від продовження контракту з «Партизаном».
Головною збірної країни Джукич керував до 19 серпня 2008, коли після завершення Олімпіади (на якій Мирослав керував олімпійською футбольною збірною Сербії), він був відправлений у відставку. На думку самого Джукича, причиною тому стали розбіжності, що виникли між ним і президентом Футбольного союзу Сербії Томиславом Караджичем.
З 11 червня по 1 листопада 2009 року очолював бельгійський клуб «Мускрон», залишив свій пост після домашньої поразки від льєжского «Стандарда», через яку клуб опустився в зону вильоту.
23 березня 2011 року був призначений головним тренером іспанського клубу «Еркулес». Контракт був підписаний до кінця сезону 2010/11, який команда завершила на 19 місці та вибула в Сегунду.
Наступні два сезони Джукич очолював «Реал Вальядолід». Спершу його команда вийшла до Прімери, а за підсумками сезону 2012/2013 зайняла 14-е місце.
4 червня 2013 року сербський фахівець офіційно став новим головним тренером «Валенсії». Це стало поверненням серба в клуб, де він грав як футболіст близько семи років та двічі виходив з командою до фіналу Ліги чемпіонів. Джукич змінив на посаді Ернесто Вальверде, який не вивів клуб в Лігу чемпіонів.
17 грудня 2013 року керівництво «Валенсії» ухвалило рішення розлучитися з тренером через незадовільні результати в чемпіонаті Іспанії.
Протягом 2014—2015 років був головним тренером «Кордови», а першу половину 2017 провів в ОАЕ, де керував командою дубайського «Аль-Шабаба».
Влітку 2017 року повернувся на батьківщину, де очолив команду белградського «Партизана», з якою пропрацював протягом сезону. Залишив «Партизан» 3 серпня 2018 року.

## Титули і досягнення
Гравець
- Володар Кубка Іспанії з футболу (2):

«Депортіво»: 1994-95
«Валенсія»: 1998-99
- Володар Суперкубка Іспанії з футболу (2):

«Депортіво»: 1995
«Валенсія»: 1999
- Чемпіон Іспанії (1):

«Валенсія»: 2001-02
Тренер
- Володар Кубка Сербії (1):

«Партизан»: 2017-18